# سييفة (القطن)
'

تعديل مصدري - تعديل

سييفة هي إحدى قرى عزلة القطن بمديرية القطن التابعة لمحافظة حضرموت، بلغ تعداد سكانها 147 نسمة حسب تعداد اليمن لعام 2004.